# Pierre Littbarski
Pierre Michael Littbarski (Berlino Ovest, 16 aprile 1960) è un dirigente sportivo, allenatore di calcio ed ex calciatore tedesco, di ruolo centrocampista, campione del mondo nel 1990 con la Germania Ovest.

## Carriera

### Giocatore

#### Club
Ha militato nel Colonia dal 1978 al 1986, con cui ha vinto due DFB-Pokal, nel 1978 e nel 1983, nel RC France in Francia nella stagione 1986-1987, ancora a Colonia (1987-1993), poi ha chiuso la carriera in Giappone prima nel JEF United di Ichihara (1993-1995) e infine nel Vegalta Sendai (1996-1997).

#### Nazionale

Littbarski (a destra) solleva assieme a Lothar Matthäus la Coppa del Mondo, dopo la vittoria della al.

La carriera, povera di vittorie con i club, è ben più ricca di soddisfazioni con la maglia della Germania Ovest: ha collezionato 73 presenze e 18 reti tra il 1981 e il 1990, disputando le fasi finali degli Europei di Francia 1984 e Germania Ovest 1988, e dei Mondiali di Spagna 1982, Messico 1986 e Italia 1990.
Nel corso degli anni 1980 ha contribuito a rendere grande la nazionale tedesca occidentale, risultando sempre uno dei suoi protagonisti. Nei due primi mondiali disputati è stato battuto in finale, rispettivamente dall'Italia nel 1982 e dall'Argentina nel 1986, per poi laurearsi campione del mondo nel 1990, sconfiggendo nella finale all'Olimpico di Roma gli argentini nella riedizione dell'ultimo atto di quattro anni prima. La finale del mondiale italiano del 1990 fu anche l'ultima di Littbarski con la maglia della nazionale. Ragion per cui non conta alcuna presenza con la Nazionale delle due Germanie riunificate, che iniziò la sua attività dopo tale data.

### Allenatore
Il 1º luglio 1995 incomincia la carriera di allenatore nel JEF United, dove rimane fino al 31 dicembre 1998. Dal 1º gennaio 1999 viene ingaggiato dallo Yokohama FC che guida fino al 31 dicembre 2000, per poi tornare in patria come vice di Berti Vogts al Bayer Leverkusen, dal 5 gennaio al 21 maggio 2001.
Dal successivo 25 giugno al 3 novembre 2002 è allenatore del Duisburg. Il 1º febbraio 2003 ritorna a Yokohama rimanendovi fino al 26 febbraio 2005.
Terminata quest'ultima esperienza, ha allenato gli australiani del Sydney FC dal 27 febbraio 2005 al 30 giugno 2006, guidandoli nel Mondiale per club del 2005 e portandoli alla vittoria nell'edizione inaugurale dell'A-League. Dal 1º febbraio 2007 all'11 luglio 2008 ha allenato il club nipponico dell'Avispa Fukuoka, passando in seguito dal 25 luglio al 21 ottobre 2008 agli iraniani del Saipa di Teheran, e dal 4 novembre 2008 al 12 aprile 2010 al Vaduz, in Liechtenstein.
Dal 1º luglio 2010 diventa vice di Steve McClaren al Wolfsburg, subentrando poi ad allenatore della prima squadra il 7 febbraio 2011 dopo l'esonero del tecnico inglese; tale esperienza finisce il successivo 18 marzo, quando viene ingaggiato Felix Magath di cui diventa vice. Il 31 gennaio 2012 lascia il ruolo di tecnico in seconda per diventare capo degli osservatori del club.

## Palmarès

### Giocatore

#### Club
- Coppa di Germania: 2

Colonia: 1977-1978, 1982-1983

#### Nazionale
- Campionato mondiale: 1

Italia 1990

#### Individuale
- Miglior marcatore dell'Europeo Under-21: 1

1982

### Allenatore

#### Club

##### Competizioni nazionali
- Campionato australiano: 1

Sydney FC: 2005-2006
- Coppa del Liechtenstein: 2

Vaduz: 2007-2008, 2008-2009

##### Competizioni internazionali
- OFC Champions League: 1

Sydney FC: 2005